# Ariabata
Aryabata (em sânscrito: आर्यभट; AITS: Āryabhaṭa) ou Aryabata I (476 — 550) foi o primeiro dentre os grandes matemáticos-astrônomos da Idade Clássica dos matemáticos e astrônomos indianos. Seu trabalho inclui o Ariabatiia (499, quando ele tinha 23 anos) e o Aria-Sidanta.

## Biografia

### Nome
Enquanto há uma tendência de grafar erroneamente seu nome como "Ariabatta" por analogia com outros nomes que apresente o sufixo "batta", seu nome é apropriadamente escrito Ariabata: todos os textos astronômicos grafam assim seu nome, incluindo as referências a ele feitas por Bramagupta "em mais de 100 lugares pelo nome". Além disso, na maioria dos casos "Ariabatta" não se encaixa verso também.

## Ariabatiia
Em seu livro, "Ariabatiia", teorias matemáticas e astronómicas apresentavam a Terra girando em seu eixo e os períodos dos planetas eram dados com relação ao sol (em outras palavras, era heliocêntrico). Ele acreditava que a Lua e os planetas brilham devido à luz solar refletida e ele cria que as órbitas dos planetas seriam elípticas. O livro explica as causas das eclipses do Sol e da Lua corretamente. Seu valor para a duração do ano em 365 dias, 6 horas, 12 minutos e 30 segundos é notavelmente próximo ao valor verdadeiro que é aproximadamente 365 dias e 6 horas. Este livro está dividido em quatro capítulos: (i) as constantes astronómicas e a tabela do seno (ii) matemática utilizada na computação (iii) divisão de tempo e regras para calcular as longitudes de planetas usando excêntricos e epiciclos (iv) a esfera armilar, regras relacionadas a problemas de trigonometria e a computação de eclipses. Neste livro, o dia foi considerado de um amanhecer ao próximo, ao passo que em seu "Ariabata-Sidanta" tomou-se o dia de uma meia-noite a outra. Há também diferença em alguns parâmetros astronómicos.
Foi o primeiro a explicar como acontecem os eclipses lunar e solar.
Ariabata também deu uma indicação muito próxima para Pi. No Ariabatiia registrou: "Some quatro a cem, multiplique por oito e então adicione sessenta e dois mil. O resultado é aproximadamente a circunferência de um círculo de diâmetro vinte mil. Por esta regra a relação da circunferência para o diâmetro é dada." Em outras palavras, π ≈ 62832/20000 = 3,1416, correto para as quatro casas decimais.
Ariabata foi o primeiro astrônomo a tentar medir a circunferência da Terra desde Eratóstenes (ca. 200 a.C.), calculando a circunferência do planeta em 24.835 milhas, apenas 0,2% menor que o valor real de 24.902 milhas. Este valor permaneceu como o mais preciso durante mais de mil anos.
Ele também propôs a teoria heliocêntrica da gravitação, antecedendo portanto a Nicolau Copérnico em quase mil anos.
O século VIII tradução árabe de Magnum Opus do Ariabata, o Ariabatiia foi traduzido para o latim no século XIII, antes do tempo de Copérnico. Por esta tradução, matemáticos europeus puderam saber os métodos para calcular as áreas de triângulos, volumes de esferas bem como a raiz quadrada e cúbica, enquanto é também provável que o trabalho de Ariabata teve influência na astronomia européia.
Os métodos de Ariabata de cálculos astronómicos estiveram em uso contínuo para prática de criação do Pancanga (o calendário Hindu).

## Matemática
Um dos livros de Ariabatiia é sobre matemática. Ariabata descreve o algoritmo kuttaka para resolver equações indeterminadas. Em tempos recentes, este algoritmo também tem sido chamado de algoritmo de Ariabata.
Ele também criou um código alfabético singular para representar números que agora é chamado de cifra de Ariabata.
Ariabata, e sua obra Ariabata-Sidanta, primeiro definiu o seno como o relacionamento moderno entre meio ângulo e meio corda, enquanto também definindo o cosseno, verseno, e seno inverso. Seus trabalhos também contiveram as tabelas mais antigas de valores de seno e verseno (1 - cosseno) valores, em 3,75° intervalos de 0° a 90°, a uma exatidão de três casas decimais. Ele usou a palavra jya para seno, kojya para cosseno, ukramajya para verseno, e otkram jya para seno inverso. As palavras jya e kojya acabaram por tornar-se seno e cosseno respectivamente depois de um erro de tradução (ver Etimologia acima). Uma das fórmulas de trigonometria que Ariabata desenvolveu foi sen(n + 1)x - sen nx = sen nx - sen(n - 1)x - (1/225)sen nx.